# Izaslanica
Izaslanica (eng. The Emissary) dvadeseta je epizoda druge sezone američke znanstveno-fantastične serije Zvjezdane staze: Nova generacija. 

## Radnja
Enterprise, po naredbi Stožera Zvjezdane Flote, na brod teleportira izaslanicu K'Ehleyr koja je pola čovjek, a pola Klingonka. Posada odmah primijeti Worfovu hladnoću prema K'Ehleyr koja ih obavijesti da moraju presresti T'Ong, klingonski brod čija se posada nalazi u kriogeničkom snu cijelo stoljeće. Otkriva da su Klingonci započeli putovanje dok je Federacija još uvijek bila u ratu s Klingonskim Carstvom, i ako se probude izvan dometa ključnih federacijskih baza, posljedice bi mogle biti pogubne.
Worf, izbjegavajući izaslaničine prijateljske pokušaje zbližavanja, s oklijevanjem izvršava Picardove naredbe da se sastane s izaslanicom u vezi opasne situacije s T'Ongom. Njihov sastanak brzo postane osoban otkrivajući da su njih dvoje već bili u vezi. Nakon oštre rasprave, K'Ehleyr iznenada odlazi. Kako bi se riješila frustracija, K'Ehleyr odlazi u holodek gdje pokrene Worfov strogi vježbovni program. Worf joj se pridruži u vježbi u kojoj se bore protiv smrtonosnih tuđinskih ratnika. Nakon završetka programa prepuštaju se obostranoj strasti. U zoru, Worf je pita da prisegne kao Klingonac da će se vjenčati što tradicionalno slijedi nakon intimnosti, no ona odbija.
U međuvremenu Enterprise se približava T'Ongu čiji nedavno probuđeni članovi posade započinju otvarati vatru na brod. Da bi spriječio fatalan sukob, Worf se obuče u odoru klingonskog kapetana sa svim odličjima i predstavi se zapovjedniku T'Onga kao zapovjednik Enterprisea, zahtijevajući od njih predaju. Uspješno uvjerava klingonske vođe da je rat završen za vrijeme misije T'Onga i da su Klingonci i Federacija sada saveznici.
Nakon T'Ongove predaje, K'Ehleyr se priprema da preuzme zapovjedništvo nad klingonskim brodom i Worf ju otprati u sobu za teleportaciju. Tamo se mire, i iako je Worf privlači, ona ga ostavlja u nadi da će se njihovi putovi ponovno sresti.

## Vanjske poveznice
- Izaslanica na startrek.com  Arhivirana inačica izvorne stranice od 28. studenoga 2009. (Wayback Machine)